# Aninri
Aninri é uma Área de Governo Local do Enugu (estado), Nigéria. Sua sede fica na vila de Ndeaboh. Aninri é composta de cinco cidades, Oduma, Nenwe, Ndeaboh e Mpu Okpanku. Oduma é a maior das cinco cidades com uma população de aproximadamente 60.000 habitantes no censo de 2006. A área do governo local tem produzido ambas pessoas notáveis no estado de Enugu e da Nigéria em geral. Incluindo, Abel Chukwu a forma parlamentar da Casa de Assembléia do Estado de Enugu de 29 de maio de 1999 a 29 de maio de 2007, formar o presidente do estado Enugu do Partido Democrático do Povo, Chefe Onyioha Nwanjoku, o Vice-Presidente do Senado da Nigéria, Ike Ekweremadu quem tem sido DSP a partir de 2007-2015 e 2015-até à data atual. Aninri: tem uma fronteira comum com Nkanu-Leste para o Nordeste.
Possui uma área de 364 km² e uma população de 136,221 no censo de 2006.
O código postal da área é 402.